# Jorge Andrés Martínez
Pour les articles homonymes, voir Martínez.
Jorge Andrés Martínez Barrios (né le 5 avril 1983 à Montevideo en Uruguay) est un footballeur international uruguayen qui évolue au poste d'attaquant.
Il joue actuellement avec le club de la Juventud dans le championnat d'Uruguay.
Son oncle, Jorge Barrios, était également footballeur.

## Biographie

### Carrière en club

#### Débuts
Jorge Andrés Martínez commence sa carrière professionnelle avec le club uruguayen des Montevideo Wanderers, avec qui il joue de 2000 à 2006. Puis il est prêté au Club Nacional de Football où il remporte le Championnat d'Uruguay de football en 2005-06. 
Il rejoint ensuite en 2007 l'Italie pour jouer sous les couleurs du club sicilien du Calcio Catane.

#### Juventus
Arrivé en provenance de Catania. Jorge Andrès Martínez signe un contrat pour cinq saisons avec la Juventus durant le mercato d'été 2010. Le transfert est évalué à douze millions d'euros. 
Il dispute son premier match avec les juventini le 29 juillet 2010 (en entrant en cours de jeu) lors de la victoire à l'extérieur 2-0 sur les irlandais des Shamrock Rovers, match comptant pour le 3e tour éliminatoire de la Ligue Europa.
Le joueur se blesse au genou gauche à Bari le 29 août 2010 pour la première journée de Serie A, lors de son premier match. Il est écarté des terrains pendant un mois. Malchanceux, il se reblesse contre le Milan peu de temps après son retour de blessure. 
Le joueur uruguayen voit enfin le bout du tunnel mi-janvier quand il apprend qu'il pourrait être titularisé pour son retour de blessure au côté de Del Piero car l'entraineur est en manque d'attaquants à cause des blessures. Le milieu offensif est finalement convoqué par Luigi Del Neri pour la réception de Bari le 16 janvier 2011 à l'Olimpico, il n'est finalement pas titularisé mais remplace le jeune attaquant Giannetti à la 57e minute.

#### Cesena
En manque de temps de jeu, et n'entrant pas dans les plans du nouvel entraîneur bianconero Antonio Conte, il s'engage le 29 août 2011, avec le club de l'AC Cesena.

### Carrière en sélection
Il est sélectionné à 14 reprises en équipe d'Uruguay entre 2003 et 2010.
Avec la sélection uruguayenne il dispute trois matchs comptant pour les tours préliminaires de la coupe du monde 2010 et se classe troisième de la Copa América en 2004.

## Palmarès
Club Nacional
- Championnat d'Uruguay (1) :
  - Champion : 2005-06.